# Lactarius novae-zelandiae
Lactarius novae-zelandiae är en svampart som beskrevs av McNabb 1971. Lactarius novae-zelandiae ingår i släktet riskor och familjen kremlor och riskor.   Inga underarter finns listade i Catalogue of Life.